# Эдгар, Томас
Томас Патрик Эдгар (англ. Thomas Patrick Edgar; род. 21 июня 1989 года) — австралийский волейболист, диагональный сборной Австралии и ВК «Персонал Боливар», выступающего в чемпионате Аргентины.

## Карьера
Игровую карьеру начал в 14 лет в Квинсленде. В 2008 году подписал свой первый контракт и выехал в Европу, в шведский «Линчёпинг», в составе которого становится чемпионом. Играл в Польше и Италии.
В 2013 переехал в Восточную Азию, играл в Корее и Китае. Становится вице-чемпионом Китая.
В 2016 году подписал свой самый знаковый контракт, с многократным чемпионом Аргентины, клубом «Персонал Боливар».
С 2009 года привлекается в сборную Австралии.
В составе сборной Австралии участвовал в Олимпиаде-2012 в Лондоне. Также участвовал в двух чемпионатах мира (2010 и 2014).
В сентябре 2015 года в игре против сборной Египта набрал 50 очков, установив новый рекорд результативности в играх, проходящих под эгидой Международной федерации волейбола.